# Rivoluzione sociale

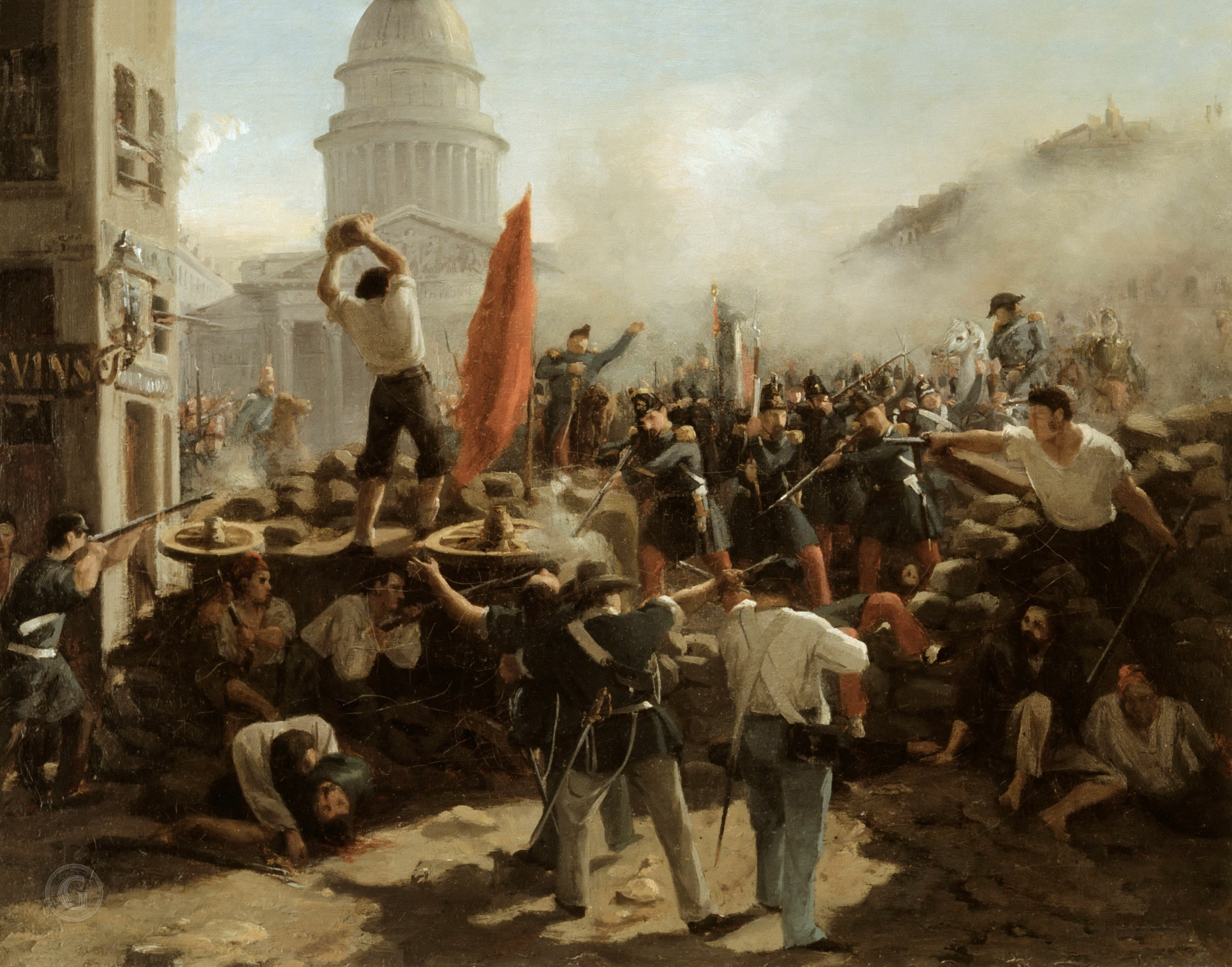
Horace Vernet — Barricade en rue Soufflot
Parigi, 1848

Il termine rivoluzione sociale può avere diverse connotazioni.

## La rivoluzione sociale nel pensiero marxista
Karl Marx, nella prefazione a Per la critica dell'economia politica (1859), scrive: «A un dato punto del loro sviluppo, le forze produttive materiali della società entrano in contraddizione con i rapporti di produzione esistenti, cioè con i rapporti di proprietà (che ne sono soltanto l'espressione giuridica) dentro i quali tali forze per l'innanzi s'erano mosse. Questi rapporti, da forme di sviluppo delle forze produttive, si convertono in loro catene. E allora subentra un'epoca di rivoluzione sociale.»

Come osserva il filosofo polacco Adam Schaff, «Dal punto di vista della teoria marxista, il concetto di «rivoluzione sociale» si lascia interpretare in un senso più ampio e in un senso più stretto. Nel primo caso significa una trasformazione dell'ordine sociale, che vuol dire, nella terminologia marxista, una modificazione qualitativa della base sociale e della sovrastruttura sociale. […] Il concetto della rivoluzione nel senso più stretto di questa parola è connesso invece con la forma in cui questo «salto» avviene: in questo senso, «rivoluzione» significa una modificazione violenta, provocata mediante l'impiego della violenza fisica, differentemente da «evoluzione», che, in questo nesso, significa uno sviluppo pacifico attraverso l'accumularsi graduale di modificazioni quantitative. […] Benché sussista uno stretto rapporto fra il concetto di rivoluzione sociale in senso ampio e in senso più stretto, tuttavia questi due concetti non sono in alcun modo identici.»

## La rivoluzione sociale nel pensiero trotskista
Nel pensiero trotskista il termine "rivoluzione sociale" si riferisce ad un rivolgimento nel quale le esistenti relazioni di proprietà sono distrutte.

Gli esempi includono la Rivoluzione russa del 1917 e la Rivoluzione cubana del 1953-1959, poiché entrambe hanno trasformato relazioni di proprietà di tipo capitalistico (e in alcuni casi anche pre-capitalistico) in relazioni di proprietà post-capitaliste, regolate da una pianificazione anziché dal mercato.

Le rivoluzioni sociali differiscono dalle rivoluzioni politiche nelle quali il governo è sostituito, o la forma di governo modificata, ma nelle quali le relazioni di proprietà sono generalmente lasciate inalterate.

## La rivoluzione sociale nel socialismo libertario e in anarchia
Nei movimenti libertari come comunismo libertario, socialismo libertario e anarchia il termine "rivoluzione sociale" indica un movimento che trova la sua origine nelle masse, al contrario delle rivoluzioni politiche guidate da una avanguardia, che mira a riorganizzare tutta la società.

Nelle parole di Alexander Berkman, «la rivoluzione sociale significa la riorganizzazione della vita industriale ed economica del paese e di conseguenza anche l'intera struttura della società», mentre Michail Aleksandrovič Bakunin, in Stato e anarchia, scrive «la rivoluzione sociale non può essere la rivoluzione sporadica di un solo popolo; essa è essenzialmente una rivoluzione internazionale».

## Lo sviluppo economico come rivoluzione sociale
Alcuni autori, tra i quali Robert A. Solo, indicano lo sviluppo economico come forma di rivoluzione sociale, poiché questo altera profondamente gli equilibri preesistenti, causando decisivi mutamenti all'assetto sociale. Lo storico Alexander Fuks individua una "rivoluzione sociale" in Grecia, tra il IV e il II secolo a.C. come «un cambiamento globale e significativo nella posizione della proprietà.»

## La rivoluzione sociale nel pensiero islamico
Nel pensiero islamico, specialmente di scuola sciita, una rivoluzione sociale è necessaria quando una qualsiasi forma di governo è tirannica e dispotica verso il proprio popolo.

## La rivoluzione sociale come termine generalistico
Nel parlare comune il termine "rivoluzione sociale" viene usato per indicare un massiccio cambiamento nella società, come per esempio la Rivoluzione francese, il Movimento americano per i diritti civili, il movimento hippy o le controculture degli anni sessanta e, in generale, qualsiasi cosa alteri pesantemente lo statu quo, come per esempio il matrimonio tra persone dello stesso sesso.

Per George Sand la rivoluzione del 1848 non fu una rivoluzione politica, ma una rivoluzione sociale.